# Região Geográfica Imediata de Araraquara
A Região Geográfica Imediata de Araraquara é uma das 53 regiões imediatas do estado brasileiro de São Paulo, uma das duas regiões imediatas que compõem a Região Geográfica Intermediária de Araraquara e uma das 509 regiões imediatas no Brasil, criadas pelo IBGE em 2017.
É composta por 17 municípios, tendo uma população estimada pelo IBGE para 1.º de julho de 2017, de 610 334 habitantes e uma área total de 6 930,82 km².

## Municípios
Fonte: IBGE – Cidades
| Município            | População Estimada (2017) | Área (km²) |
| -------------------- | ------------------------- | ---------- |
| Américo Brasiliense  | 39 189                    | 122.785    |
| Araraquara           | 230 770                   | 1003.625   |
| Boa Esperança do Sul | 14 727                    | 690.748    |
| Borborema            | 15 791                    | 552.256    |
| Cândido Rodrigues    | 2 792                     | 70.892     |
| Dobrada              | 8 744                     | 149.729    |
| Gavião Peixoto       | 4 739                     | 243.766    |
| Ibitinga             | 58 715                    | 689.391    |
| Itápolis             | 42 747                    | 996.747    |
| Matão                | 82 307                    | 524.899    |
| Motuca               | 4 676                     | 228.7      |
| Nova Europa          | 10 755                    | 160.25     |
| Rincão               | 10 823                    | 316.639    |
| Santa Lúcia          | 8 758                     | 154.033    |
| Tabatinga            | 16 159                    | 368.604    |
| Taquaritinga         | 56 951                    | 594.335    |
| Trabiju              | 1 691                     | 63.421     |
| Total                | 610 334                   | 122,785    |